# 糖朝
糖朝（英語：The Sweet Dynasty）是一家源於香港的甜品店。

## 歷史
1991年由洪翠娟創辦，在香港、日本、台灣及中國設立分店。
2002年9月糖朝與日本高島屋集團附屬公司合作，以特許經營模式於日本東京青山設立分店，2003年3月於日本橋高島屋百貨內設立分店。
2003年12月30日，糖朝在台灣設立分店，分店設立於台北忠孝東路、微風廣場及天母、大葉高島屋。
2003年10月 日本高島屋集團開幕【玉川店】，【名古屋店】於4月開幕暨跨足名古屋後【京都店】開幕，
2006年12月30日， 糖朝在上海淮海中路300号香港新世界大厦開設首家中國分店。同年榮獲「香港甜品第一」的殊榮，獲 「當代糖水之潮流 」封號
2011年獲得「尚好餐廳金饌獎」，以「蘿蔔糕、甜點：紫米紅豆年糕」獲得台灣八大網購通路之年菜類第三名
2012年獲得「台北美食饗宴優良餐廳」。
2013年獲得「香港遊客至愛食府」大獎及「香港微笑企業」獎項，同年12月于香港恒隆廣場設立點心專門店，糖朝在上海獲得中國好味道2013年度美食排行榜上海甜品十佳餐廳。
2014年於上海淮海中路太平洋百貨設立點心專門店，並于北京開立糖朝王府井分店。
2018年參與上海國際食品展。
2019年於海南島設立分店。
2020年糖朝於上海設立糖朝甜品工坊。
糖朝總店設立於跑馬地，後於尖沙咀廣東道設立分店。

## 外部連結
- 糖朝入口網站